# James Dunbar (aviron)
Ne doit pas être confondu avec James Dunbar (avocat canadien).
James Dunbar, né le 11 juillet 1930 à Crawfordsville (Indiana) et mort le 14 mai 2018, est un rameur d'aviron américain. 

## Carrière
James Dunbar participe aux Jeux olympiques de 1952 à Helsinki et remporte la médaille d'or en huit, avec Frank Shakespeare, William Fields, Richard Murphy, Charles Manring, Robert Detweiler, Edward Stevens, Henry Proctor et Wayne Frye.